# Radu Drăgușin
Radu Matei Drăgușin (phát âm tiếng Romania: [ˈradu maˈtej drəguˈʃin]; sinh ngày 3 tháng 2 năm 2002) là một cầu thủ bóng đá chuyên nghiệp người România hiện đang thi đấu ở vị trí hậu vệ cho câu lạc bộ Premier League Tottenham Hotspur và đội tuyển bóng đá quốc gia România.

## Thống kê sự nghiệp

### Câu lạc bộ
Tính đến 5 tháng 1 năm 2024
| Trận               | Mùa giải           | Giải đấu           | Giải đấu | Giải đấu | Cúp Quốc gia | Cúp Quốc gia | Cúp Liên đoàn | Cúp Liên đoàn | Châu lục | Châu lục | Khác | Khác | Tổng cộng | Tổng cộng |
| Trận               | Mùa giải           | Hạng đấu           | Trận     | Bàn      | Trận         | Bàn          | Trận          | Bàn           | Trận     | Bàn      | Trận | Bàn  | Trận      | Bàn       |
| ------------------ | ------------------ | ------------------ | -------- | -------- | ------------ | ------------ | ------------- | ------------- | -------- | -------- | ---- | ---- | --------- | --------- |
| U-23 Juventus      | 2019–20            | Serie C            | 2        | 0        | —            | —            | —             | —             | —        | —        | 3    | 0    | 5         | 0         |
| U-23 Juventus      | 2020–21            | Serie C            | 8        | 1        | —            | —            | —             | —             | —        | —        | 2    | 0    | 10        | 1         |
| U-23 Juventus      | Tổng cộng          | Tổng cộng          | 10       | 1        | —            | —            | —             | —             | —        | —        | 5    | 0    | 15        | 1         |
| Juventus           | 2020–21            | Serie A            | 1        | 0        | 2            | 0            | —             | —             | 1        | 0        | 0    | 0    | 4         | 0         |
| Sampdoria (mượn)   | 2021–22            | Serie A            | 13       | 0        | 2            | 0            | —             | —             | —        | —        | —    | —    | 15        | 0         |
| Salernitana (mượn) | 2021–22            | Serie A            | 7        | 0        | —            | —            | —             | —             | —        | —        | —    | —    | 7         | 0         |
| Genoa (mượn)       | 2022–23            | Serie B            | 38       | 4        | 2            | 0            | —             | —             | —        | —        | —    | —    | 40        | 4         |
| Genoa              | 2023–24            | Serie A            | 18       | 2        | 3            | 0            | —             | —             | —        | —        | —    | —    | 21        | 2         |
| Genoa              | Tổng cộng          | Tổng cộng          | 56       | 6        | 5            | 0            | —             | —             | —        | —        | —    | —    | 61        | 6         |
| Tottenham Hotspur  | 2023–24            | Premier League     | 0        | 0        | 0            | 0            | —             | —             | —        | —        | —    | —    | 0         | 0         |
| Tổng cộng sự nghệp | Tổng cộng sự nghệp | Tổng cộng sự nghệp | 87       | 7        | 9            | 0            | —             | —             | 1        | 0        | 5    | 0    | 102       | 7         |

1. ↑  Một lần ra sân tại vòng play-off thăng hạng Serie C, 2 lần ra sân tại Coppa Italia Serie C
2. ↑  Ra sân tại vòng play-off thăng hạng Serie C
3. ↑  Ra sân tại UEFA Champions League

### Đội tuyển quốc gia
Tính đến ngày 26 tháng 3 năm 2024
| Đội tuyển quốc gia | Năm       | Trận | Bàn |
| ------------------ | --------- | ---- | --- |
| România            | 2022      | 3    | 0   |
| România            | 2023      | 10   | 0   |
| România            | 2024      | 2    | 0   |
| Tổng cộng          | Tổng cộng | 15   | 0   |

## Danh hiệu
U-23 Juventus
- Coppa Italia Serie C : 2019–20

Juventus
- Coppa Italia: 2020–21
- Supercoppa Italiana: 2020

Tottenham Hotspur
- UEFA Europa League: 2024–25[4]